# طهران (مسلسل)
طهران (بالإنجليزية: Tehran)‏ هو مسلسل إثارة جاسوسي إسرائيلي وتم عرضه على قناة كان 11، المسلسل من تأليف موشي زوندر وعمري شرهان ومن إخراج دانيل سيركن. يدور المسلسل حول الصراع الإسرائيلي الإيراني.
تم عرض المسلسل في إسرائيل يوم 22 يونيو 2020،وتم عرضه في يوم 25 سبتمبر على منصة أبل تي في +.

## روابط خارجية
- الموقع الرسمي
- طهران على موقع IMDb (الإنجليزية)
- طهران على موقع ميتاكريتيك (الإنجليزية)
- طهران على موقع روتن توميتوز (الإنجليزية)
- طهران على موقع كينوبويسك (الروسية)
- طهران على موقع ألو سيني (الفرنسية)
- طهران على موقع قاعدة بيانات الفيلم (الإنجليزية)

لم يتم العثور على روابط لمواقع التواصل الاجتماعي.